# Вулиця Вакуленчука (Севастополь)
Вулиця Вакуленчука (крим. Vakulençuka soqaq) — вулиця в Гагарінському районі Севастополя, в однойменному районі.
Знаходиться між площею 50-річчя СРСР та дорогою на Комишову бухту. Вулиця виникла у 50-х роках під час забудови нових житлових масивів у районі Стрілецької бухти. 22 грудня 1954 р. названа на честь Вакуленчука Григорія Микитовича, унтер-офіцера Чорноморського флоту, організатора повстання на панцернику «Потьомкін».